# Jheimy da Silva Carvalho
Jheimy da Silva Carvalho, noto come Jheimy (Jacundá, 6 agosto 1988), è un ex calciatore brasiliano, di ruolo attaccante.

## Caratteristiche tecniche
È un attaccante che gioca come punta centrale.